# Baden-Powell House
Das Baden-Powell House, auch bekannt als BP House, ist eine Pfadfinderherberge und ein Konferenzzentrum in South Kensington (London), das in Erinnerung an Robert Baden-Powell, den Gründer der Pfadfinderbewegung, errichtet wurde. Das Haus beherbergte früher eine Sammlung von Erinnerungsstücken an Baden-Powell, unter anderem auch das berühmte Baden-Powell-Porträt von David Jagger. Die Scout Association hat beim letzten Umbau aus dem Teil, der früher ein kleines Museum war, Konferenzräume gemacht. Aus diesem Grund wurden die Ausstellungsstücke zum Scout Association Headquarters in Gilwell Park übersiedelt. Eine Granitstatue, gehauen von Don Potter, einem persönlichen Freund von Baden-Powell steht vor dem Gebäude.
Der Bauausschuss der Scout Association unter dem Vorsitz von Sir Harold Gillett, damals Lord Mayor of London, kaufte das Grundstück 1956 und beauftragte Ralph Tubbs mit dem Entwurf des Gebäudes im Stil der klassischen Moderne. Der Grundstein wurde 1959 durch Olave Baden-Powell, Roberts Frau gelegt; das Haus wurde 1961 von Königin Elisabeth II. eingeweiht. Der größte Teil der Baukosten in Höhe von 400.000 £ wurde von der Pfadfinderbewegung zur Verfügung gestellt. Über die Jahre ist das Haus mehrmals renoviert worden, damit es den Ansprüchen der in London übernachtenden Pfadfindern entspricht. Die Pfadfinderherberge wird zum Teil auch als Hotel von der deutschen Hotelgruppe Meininger betrieben.

## Galerie

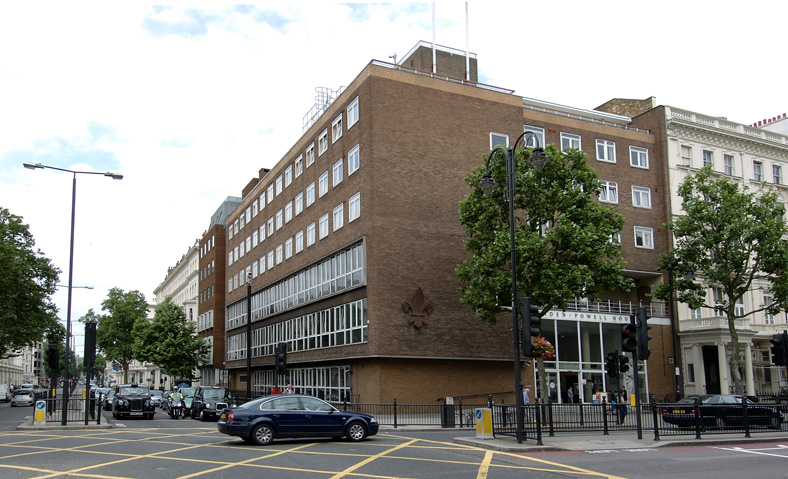
Baden-Powell-Haus
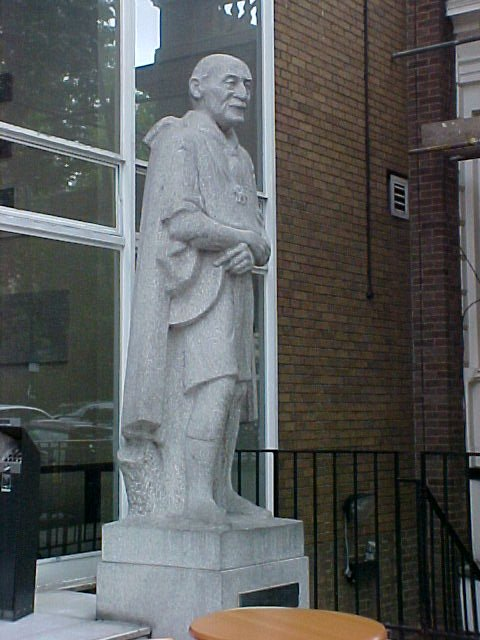
Baden-Powell-Statue von Don Potter
Abzeichen des Baden-Powell-Haus